# 生井秀一
生井 秀一（なまい しゅういち、1976年4月27日 - ）は、日本の教育者、茨城県立下妻第一高等学校・附属中学校校長（民間人校長）。花王の元社員。吉本興業所属。茨城県出身。

## 経歴
茨城県立佐和高等学校、東北学院大学卒業。
1999年、花王販売株式会社に入社した。
2012年、花王株式会社に出向し、メリットシャンプーのブランドマーケティングを担当した。
2023年に早稲田大学大学院を修了した（経営学修士・MBA）。花王を退社し、茨城県立下妻第一高等学校・附属中学校の副校長に就任した。茨城県民間校長公募に応募し、応募者1,645名中3名の合格者の1人となった。
2024年4月1日付で茨城県立下妻第一高等学校・附属中学校校長に就任した。

## 主な活動

### 花王株式会社
- 最年少部長就任。
- 社長直轄中期経営計画プロジェクト参画。
- 2015年に第44回 フジサンケイグループ広告大賞 特別部門受賞。
- 2018年に花王株式会社の全社にDXを推進をする、プロジェクト型組織の先端技術戦略室に在籍。
- 2021年に花王の完全子会社のカネボウ化粧品社長らと、花王内にDX部門の新組織を設立。

### 受賞歴（花王株式会社）
- 営業部門で大手流通チェーンを担当。新しい価値創造提案で社長表彰を受賞。
- 花王の基幹ブランド「メリット」のブランドマーケティングを担当。シェア低迷で苦戦していたが、過去最高のシェアまで事業拡大し3度目の社長表彰を受賞。
- 第44回 フジサンケイグループ広告大賞 特別部門 受賞[2]。
- 2021年、カネボウ化粧品社長らと「DX戦略推進センター」を設立[3]。

### その他
- 外部講演の出演依頼多数。

## 著書
- 早稲田大学ビジネススクールと本「ミドルからの変革 早稲田大学ビジネススクール×SAPジャパン&RELAYからの提言」を共同出版（プレジデント社、2022年）
- 13歳からのアントレプレナーシップ　10代のうちに身につけておきたい教養──AI時代の人生戦略（かんき出版、2025年）

## 出演

### 現在
- ニッポン放送「ラジオ情熱ラボ〜ビジネスの先に〜」 - コメンテーター[4]
- 日経新聞グループ 日経クロストレンドにて「40代から身に付ける企業変革力」の連載を実施[5]。
- 宣伝会議アドタイコラム連載「マーケッターが校長になる」[6]
- 常陸フロッグス LEAPDAY special producer

### 過去
- ヒルナンデス!（日本テレビ）
- テンカイズ[7]（TBSラジオ）
- 見事なお仕事[8]（TBSラジオ）
- イノベータークロス（ニッポン放送）
- ひるおび（TBSテレビ）
- ブラマヨ弾話室～ニッポン、どうかしてるぜ！（BSフジ）